# Fenestrulina vivianii
Fenestrulina vivianii är en mossdjursart som beskrevs av Moyano 1991. Fenestrulina vivianii ingår i släktet Fenestrulina och familjen Microporellidae. Inga underarter finns listade i Catalogue of Life.